# 7 серпня
7 серпня — 219-й день року (220-й у високосні роки) в григоріанському календарі. До кінця року залишається 146 днів.

## Свята і пам'ятні дні

### Національні
- Канада: Громадянське свято
- Кот-д'Івуар: День незалежності

### Релігійні

#### Християнство
Католицизм
- День Святого Сікста II.
- День Святого Каєтана.

Православ'я
- Післясвято Преображення Господнього.
- Преподобномученика Дометія Персянина та двох учнів його.
- Преподобного Пимена Багатохворобливого, Києво-Печерського, в Ближніх печерах.
- Преподобного Пимена, посника Києво-Печерського, в Дальніх печерах.
- Преподобного Меркурія Києво-Печерського, єпископа Смоленського, в Ближніх печерах.
- Мучеників Марина і Астерія.
- Преподобного Ора.
- Преподобномучениці Потамії, чудотвориці.
- Преподобного Феодосія Нового.
- Святителя Єрофея Угорського.
- Святого Стефана I, короля Угорщини.
- Преподобної Феодори Сихловської.

## Іменини
✙ Православні: Феодосій, Степан.

## Події
- 1888 — знайшли першу жертву Джека-Різника.
- 1907 — російський фізик Борис Розінг одержав патент за винахід першої системи телевізійного зображення.
- 1918 — Українська Держава й Всевелике Військо Донське підписали договір про кордони.
- 1920 — у Варшаві підписано українсько-кубанський договір про обопільне визнання суверенності УНР і Республіки Кубанського краю й спільну підтримку у боротьбі за національне визволення.
- 1932 — у СРСР прийнятий «Закон про п'ять колосків». До 1 січня 1933 засуджено на строк понад 10 років 54 645 осіб, розстріляно 2110.
- 1942 — висадкою військ союзників на островах Гуадалканал, Тулагі, Гавуту-Танамбого в архіпелазі Соломонові острови почалася шестимісячна Гуадалканальська кампанія.
- 1960 — Кот-д'Івуар проголосив незалежність від Франції.
- 1964 — у США прийнята Тонкінська резолюція, що дозволила розширити участь США у війні у В'єтнамі.
- 1968 — у Лондоні українські емігранти закидали камінням посольство Радянського Союзу.
- 1970 — проведений перший комп'ютерний шаховий турнір.
- 1993 — частину Букінгемського палацу відкрили для туристів.
- 1998 — терористичні атаки проти посольств США у Кенії і Танзанії, внаслідок яких загинули 258 людей
- 2000 — японці винайшли водневий електромобіль.
- 2008 — початок російсько-грузинської війни.
- 2016 — початок «стрілянини на півночі Криму» — інсценована спецпровокація російських спецслужб з метою імітації «нападу диверсантів ГУР МО України» начебто закинутих з материкової України до Криму. Провокація закінчилась 11 серпня терміновим розглядом справи в РБ ООН по заяві України.

## Народились
Дивись також Категорія:Народились 7 серпня
- 1819 — Пантелеймон Куліш, український письменник, громадський діяч, фольклорист, етнограф, перекладач, редактор і видавець
- 1873 — Дмитро Абрамович, український історик літератури і мови (†1955).
- 1876 — Мата Харі, нідерландська танцюристка, куртизанка та шпигунка, одна з найвідоміших шпигунів Першої світової війни (†1917)
- 1901 — Юлія Солнцева, кіноакторка і кінорежисерка, у 1927—1956 співрежисерка фільмів Олександра Довженка.
- 1903 — Луїс Лікі, британський археолог.
- 1904 — Ральф Банч, американський дипломат, нобелівський лауреат миру (†1971).
- 1947 — Софія Ротару, українська співачка, акторка, танцюристка та підприємиця молдавського походження.
- 1966 — Джиммі Вейлз, засновник Вікіпедії.
- 1969 — Маркус Бунді, швейцарський письменник, літературний критик і редактор.
- 1975 — Шарліз Терон, американська кіноакторка, продюсерка, благодійниця та активістка південноафриканського походження
- 1982 — Яна Клочкова, українська плавчиня, багаторазова олімпійська чемпіонка з плавання, герой України.
- 1986 — Баджіо Лун, активіст і політик у Гонконзі.

## Померли
Дивись також Категорія:Померли 7 серпня
- 1106 — Генріх IV, імператор Священної Римської імперії (*1050).
- 1635 — Фрідріх Шпее, німецький релігійний поет, священик-єзуїт. Автор церковних гімнів і хоралів, зібраних у книзі «Упертий соловей, чи Духовно-розважальна гай» (1629).
- 1680 — Іван Сірко, легендарний кошовий отаман Запорозької Січі й усього Війська Запорозького Низового (*1605÷1610).
- 1848 — Єнс Якоб Берцеліус, шведський хімік
- 1938 — Костянтин Станіславський, режисер, актор, педагог, народний артист СРСР (1936; *1863).
- 1941 — Рабіндранат Тагор, бенгальський і індійський письменник, композитор, Нобелівський лауреат (1913)
- 1987 — Анатолій Папанов, радянський актор (*1922).